# ليتو أتينثا
ليتو أتينثا هو سياسي فلبيني، ولد في 10 أغسطس 1941 في San Andres, Manila ‏ في الفلبين. نشط حزبياً في Buhay Party-List ‏.

## مناصب
- انتخب عضو مجلس النواب في الفلبين ‏ لترشحه ضمن قائمة Buhay Party-List [الإنجليزية]‏، خلال فترته النيابية [الإنجليزية]‏ (30 يونيو 2013 – 30 يونيو 2016).
- انتخب عضو مجلس النواب في الفلبين ‏ لترشحه ضمن قائمة Buhay Party-List [الإنجليزية]‏، خلال فترته النيابية [الإنجليزية]‏ (30 يونيو 2016 – 30 يونيو 2019).
- في 2019 Philippine House of Representatives elections [الإنجليزية]‏، انتخب عضو مجلس النواب في الفلبين ‏ لترشحه ضمن قائمة Buhay Party-List [الإنجليزية]‏، خلال فترته النيابية [الإنجليزية]‏ (30 يونيو 2019 – ).
- انتخب عمدة مانيلا [الإنجليزية]‏ (27 مارس 1998 – 30 يونيو 2007).
- انتخب وزير البيئة والموارد الطبيعية [الإنجليزية]‏ (18 يوليو 2007 – 28 ديسمبر 2009).